# آل سعيد علي (حبيل جبر)

تعديل مصدري - تعديل

ال سعيد علي هي إحدى قرى عزلة حبيل جبر بمديرية حبيل جبر التابعة لمحافظة لحج، بلغ تعداد سكانها 262 نسمة حسب تعداد اليمن لعام 2004.